# 더블 스위치
더블 스위치(double switch)는 야구에서 선수 교체를 하는 한 방법으로, 보통 팀 수비시에 사용된다. 지명 타자가 없는 메이저 리그 베이스볼(MLB)의 내셔널 리그에서나, 또는 일본 프로 야구(NPB)의 센트럴 리그에서 주로 사용된다. 더블 스위치가 주로 이루어지는 방법은 다음과 같다. 수비시에 구원 투수를 야수 위치에 투입하는 대신에, 이 선수를 투수 위치로 포지션 변경한다. 이 때 투수 위치로 지정된 선수는 전 공격시에 투수가 들어섰을 타석에 대타로 들어선 야수인 경우가 대부분이다.